# Archidiocèse de Puebla de los Ángeles
L'archidiocèse de Puebla de los Ángeles (en latin : Archidioecesis Angelorum ; en espagnol : Arquidiócesis de Puebla de los Ángeles) est un archidiocèse métropolitain de l'Église catholique du Mexique.

## Territoire
Il comprend 154 des 217 municipalités de l'État de Puebla ce qui représente un territoire d'une superficie de 20 937 km2 divisé en 316 paroisses.
Le siège archiépiscopal est dans la ville de Puebla où se trouve la cathédrale-basilique de l'Immaculée-Conception dans laquelle repose le corps du vénérable Ramón Ibarra y González (es), 1er archevêque de Puebla. L'église Saint-François de Puebla (es) conserve le corps du bienheureux Sébastien d'Aparicio dans une châsse en argent. Ces églises sont dans le centre historique de Puebla (es) qui est inscrit au patrimoine mondial depuis 1987. La chapelle des servantes du Sacré-Cœur de Jésus et des Pauvres garde les reliques de leur fondateur, saint José Maria de Yermo y Parres.

## Historique
Le diocèse Carolense au Yucatán est érigé le 24 janvier 1519 par le pape Léon X par la bulle Sacri apostolatus ministerio. Le nom du diocèse est donné en l'honneur de Charles Quint. Le siège du diocèse est situé dans une ville récemment fondée, appelée Ciudad Carolense, dans laquelle est érigée la paroisse de Notre-Dame des Remèdes, élevée au rang de cathédrale. Cependant le territoire reste inexploré, au point que la bulle d'érection du diocèse indique qu'on ne sait pas encore si le Yucatán est une grande île ou un nouveau continent.
Le roi d'Espagne demande au pape de changer le siège épiscopal car la ville de Ciudad Carolense n'a pas beaucoup d'habitants. Le 13 octobre 1525, par la bulle Devotionis tuae probata Sinceritas, le pape Clément VII transfère le siège épiscopal dans la ville de Tlaxcala. C'est le premier diocèse de la Nouvelle-Espagne. Il est nommé suffragant de l'archidiocèse de Séville comme le sont tous les premiers diocèses créés en Amérique entre 1511 et 1546.
Il cède une partie de son territoire le 2 septembre 1530 pour l'érection du diocèse de México (aujourd'hui archidiocèse de Mexico)et le 21 juillet 1535 pour la création du diocèse d'Antequera (aujourd'hui archidiocèse d'Antequera).
Cependant, en raison de la pauvreté de Tlaxcala, l'évêque Julián Garcés décide de fonder une nouvelle ville qu'il nomme Puebla de los Ángeles et y transfère le siège épiscopal en 1539. Le développement de la ville est si rapide que le chapitre de chanoines de la cathédrale de Tlaxcala insistent pour que Garcés officialise le transfert du siège épiscopal. Le 6 juin 1543, par une real cédula signée par le régent Philippe II, le siège de l'évêché est transféré à Puebla, en conservant le nom du diocèse de Tlaxcala.
Par la bulle Super universas orbis ecclesiae du 12 février 1546, le pape Paul III élève trois diocèses du continent américain au rang d'archidiocèse métropolitain : Lima (dans la vice-royauté du Pérou) ainsi que Saint-Domingue et Mexico (dans la vice-royauté de Nouvelle-Espagne) qui deviennent les trois premiers archidiocèses de l'Empire espagnol en Amérique. À partir de cette date, les diocèses d'Amérique cessent d'être suffragants de l'archidiocèse de Séville et intègrent une de ces trois provinces ecclésiastiques. Le diocèse de Puebla de los Ángeles incorpore celle de l'archidiocèse de Mexico.
Il cède une portion de son territoire le 19 novembre 1561 pour l'établissement du diocèse du Yucatán (aujourd'hui archidiocèse du Yucatán). L'évêque Juan de Palafox y Mendoza fonde le séminaire en 1643.
Au XIXe et XXe siècles, il cède à plusieurs reprises du territoire pour l'érection de nouveaux diocèses : le 5 janvier 1844 pour le diocèse de Veracruz (aujourd'hui archidiocèse de Xalapa), le 16 mars 1863 pour le diocèse de Chilapa (aujourd'hui diocèse de Chilpancingo-Chilapa), le 12 mars 1870 pour l'agrandissement du diocèse de Ciudad Victoria o Tamaulipas (aujourd'hui diocèse de Tampico)et le 25 avril 1902 pour le diocèse de Mixtecas (aujourd'hui diocèse de Huajuapan de León).
Le 11 août 1903, il est élevé au rang d'archidiocèse métropolitain  par la lettre apostolique Praedecessoris Nostri du pape Pie X avec le diocèse de Mixtecas pour suffragant. Le 19 juin 1931, il cède deux paroisses au diocèse de Papantla.
Par la lettre apostolique Mexicana in ditionei du 8 septembre 1940, le pape Pie XII confirme que la Vierge Marie, vénérée sous le vocable de Notre-Dame d'Ocotlán (es) est la patronne principale de l'archidiocèse.
Il cède une partie de son territoire le 23 mai 1959 pour la création du diocèse de Tlaxcalaet une autre partie le 13 janvier 1962 pour l'établissement du diocèse de Tehuacán. Ils sont tous deux nommés suffragants de Puebla de los Ángeles lors de leur création.

## Évêques et archevêques
- Liste des évêques et archevêques de Puebla de los Ángeles